# 3066 Макфадден
3066 Макфадден (3066 McFadden) — астероїд головного поясу, відкритий 1 березня 1984 року.
Тіссеранів параметр щодо Юпітера — 3,391.